# 阿甲 (戏曲理论家)
阿甲（1907年—1994年12月24日），原名符律衡，又名符正，男，江苏武进人，中国戏曲理论家、剧作家、导演，中国戏剧家协会原副主席，第六届全国政协委员。

## 生平
1938年从家乡抵达中共中央所在地延安，就读于鲁迅艺术学院，曾参加延安文艺座谈会。毕业后，开始从事京剧改革和创作工作，任鲁艺平剧研究团团长。1942年，成立延安平剧研究院，任院务委员、研究室主任、副院长。
中华人民共和国成立后，但任文化部戏曲改进局艺术处副处长、中国戏曲研究院研究室主任、中国京剧院总导演、副院长兼艺术室主任。“文化大革命”时期受迫害，文革后恢复名誉，任中国京剧院名誉院长、中国戏剧家协会副主席、中国艺术研究院顾问、戏曲理论博士生导师等职。晚年定居江苏无锡，1994年去世。

## 代表作品
京剧
- 《红灯记》
- 《白毛女》
- 《赤壁之战》
- 《凤凰二乔》

昆曲
- 《晴雯》

粤剧
- 《李香君》

桂剧
- 《桃花扇》